# Elezioni parlamentari in Kuwait del 2024
Le elezioni parlamentari in Kuwait del 2024 si sono svolte il 4 aprile per il rinnovo dell’Assemblea nazionale, il parlamento del paese.
Esse furono indette in anticipo rispetto alla scadenza naturale della legislatura, prevista per il 2027, ufficialmente a causa di un insulto, mosso da un parlamentare della precedente legislatura all’emiro Misha'al Al-Ahmad Al-Jaber Al Sabah, che ha generato l’ira di quest’ultimo e lo scioglimento contestuale dell’assemblea, ma fattualmente anche per attriti tra le istituzioni monarchiche e parlamentari.

## Sistema elettorale
Per le elezioni di 50 dei 65 membri dell’Assemblea nazionale (i restanti 15 fanno parte del governo e sono nominati dall’emiro), la legge elettorale kuwaitiana prevede l’applicazione di un sistema elettorale basato sul voto singolo non trasferibile in 5 collegi plurinominali da 10 seggi ciascuno.
Peculiarità del sistema tuttavia è che, per legge, i partiti politici nella loro forma classica sono banditi, dovendo i candidati correre, almeno formalmente, come Indipendenti e poi eventualmente associarsi.

## Risultati
| Alleanza Islamica Salafi (ISA)                | 17 529  | 3,41  | 3   |  |  |  |
| Movimento Islamico Costituzionale (ICM)       | 17 267  | 3,36  | 1   |  |  |  |
| Alleanza Nazionale Islamica (Taalof) (INA(T)) | 16 320  | 3,18  | 2   |  |  |  |
| Blocco Azione Popolare (PAB)                  | 15 886  | 3,09  | 2   |  |  |  |
| Thawabit Al-Umma (TAU)                        | 15 577  | 3,03  | 2   |  |  |  |
| Forum Democratico del Kuwait (KDF)            | 5 041   | 0,98  | 1   |  |  |  |
| Alleanza Pace e Giustizia (JPA)               | 4 415   | 0,86  | 1   |  |  |  |
| Indipendenti (IND)                            | 421 494 | 82,08 | 38  |  |  |  |
| Totale                                        | 513 529 | 100   | 329 |  |  |  |
|                                               |         |       |     |  |  |  |
| Voti non validi                               | 4 836   | 0,93  |     |  |  |  |
| Votanti                                       | 518 365 | 62,10 |     |  |  |  |
| Elettori                                      | 834 733 |       |     |  |  |  |